# Хенрик фон Алефелдт
Хенрик фон Алефелдт (на немски: Henrik von Ahlefeldt; * 1592 в Итцехое; † 1674) е благородник от род Алефелдт/Алефелд от Холщайн.
Той е големият син на амтмана на Щайнбург, кралски-холщайнски съветник, маршал Бенедикт фон Алефелдт (1546 – 1606), собственик на имението Лемкулен, и съпругата му Олегард Рантцау (1565 – 1619), дъщеря на държавника Хайнрих Рантцау (1526 – 1598) и Кристина фон Хале (1533 – 1603). Брат е на Кай фон Алефелдт (* 27 юни 1591; † 6 септември 1670), дипломат и генерал.

## Фамилия
Хенрик фон Алефелдт се жени на 19 януари 1630 г. за Анна фон Рантцау. Бракът е бездетем.
Хенрик фон Алефелдт се жени втори път на 7 август 1646 г. за Маргрета фон Алефелдт (1620 – 1691), дъщеря на Йорген/Георг фон Алефелдт (1584 – 1641) и Маргрета Бломе († сл. 1665). Те имат син:
- Йорген/Георг фон Ахлефелдт (* 19 юни 1651, Кил; † 16 ноември 1700, Линдау), женен на 4 ноември 1684 г. в Кил за Аделайд Бенедикта фон Бухвалд; имат син:
  - Балтазар фон Ахлефелдт (1684 – 1752), генерал-лейтенант